# Блу Риџ (Џорџија)
Блу Риџ (Џорџија) (енгл. Blue Ridge) град је у америчкој савезној држави Џорџија. По попису становништва из 2010. у њему је живело 1.290 становника.

## Демографија
Према попису становништва из 2010. у граду је живело 1.290 становника, што је 80 (6,6%) становника више него 2000. године.
| Група             | 2000.         | 2010.         |
| Белци             | 1.181 (97,6%) | 1.188 (92,1%) |
| Афроамериканци    | 5 (0,4%)      | 15 (1,2%)     |
| Азијати           | 5 (0,4%)      | 6 (0,5%)      |
| Хиспаноамериканци | 10 (0,8%)     | 58 (4,5%)     |
| Укупно            | 1.210         | 1.290         |